# Altes Zollhaus (Fraserburgh)

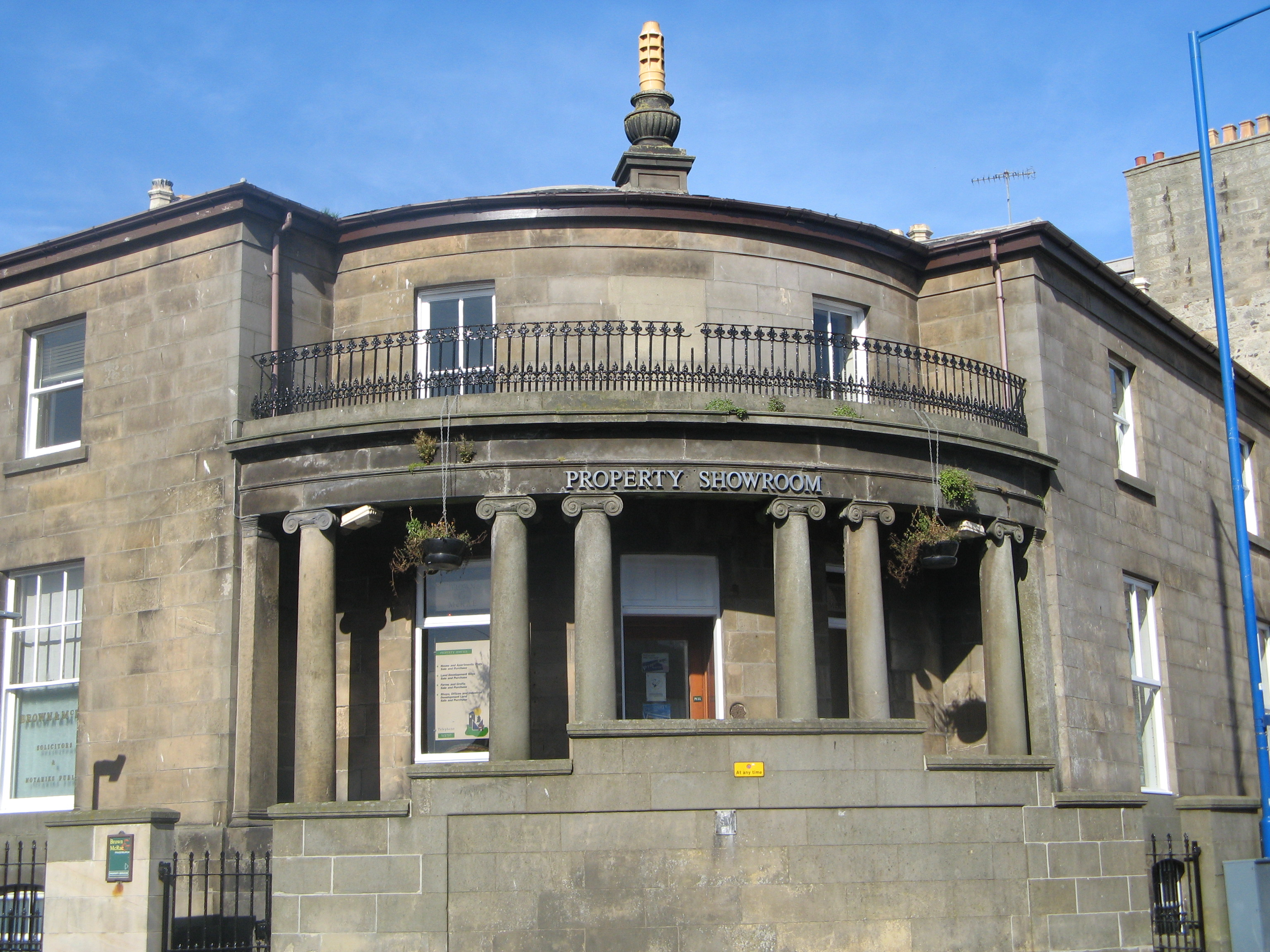
Altes Zollhaus von Fraserburgh

Das Alte Zollhaus von Fraserburgh ist ein heutiges Geschäftsgebäude in der schottischen Kleinstadt Fraserburgh in der Council Area Aberdeenshire. 1971 wurde das Bauwerk in die schottischen Denkmallisten in der höchsten Denkmalkategorie A aufgenommen.

## Beschreibung
Das Gebäude wurde zwischen 1820 und 1835 errichtet. Für den Entwurf zeichnet der im nahegelegenen Aberdeen ansässige schottische Architekt Archibald Simpson verantwortlich. Das heutige Geschäftsgebäude, das sich im britischen Kronbesitz befindet, wurde als Zollhaus eingesetzt, beherbergte aber auch eine Filiale der Bank of Scotland.
Das zweistöckige Gebäude mit Hochkeller steht an der Kreuzung zwischen Broad Street und Frithside Street im Zentrum von Fraserburgh. Es ist im typischen Stil Simpsons im klassizistischen Greek Revival ausgestaltet. Die Fassaden entlang beider Straßen sind je zwei Achsen weit. Die Gebäudekante ist gerundet ausgeführt. Die drei Achsen weite Rundung ist mit ionischem Portikus ausgestaltet. Auf dem flach geneigten Dach steht eine skulpturierte Urne.